# Georg Wilke
Georg Wilke (* 5. Dezember 1899 in Hameln; † 3. März 1973 ebenda) war ein deutscher Buchdrucker, Politiker, Oberstadtdirektor und Abgeordneter des Hannoverschen Provinziallandtages.

## Leben
Georg Wilke wurde Ende des 19. Jahrhunderts in der späten Gründerzeit des Deutschen Kaiserreichs in Hameln geboren. Nach seinem Schulabschluss arbeitete er zeitweilig als Buchdrucker. Im Jahr 1933, kurz vor der Machtergreifung der Nationalsozialisten wurde Wilke zum Abgeordneten des Hannoverschen Provinziallandtages gewählt und sofort danach ohne rechtliche Grundlage für längere Zeit und an diversen Orten inhaftiert. Im Zweiten Weltkrieg wurde er als einfacher Soldat rekrutiert und wurde in der Sowjetunion eingesetzt. Schwer verwundet kam er nach Berlin in ein Lazarett und von dort als Kriegsgefangener trotz seiner Verwundungen in ein Lager in Ostdeutschland. Kurz nach seiner Rückkehr in die Heimat wurde er von der britischen Militärverwaltung zur Rückkehr in den öffentlichen Dienst aufgefordert. Er war zunächst Leiter des Wohnungs- und Flüchtlingsamtes der niedersächsischen Kreisstadt Hameln. Ab 1. Dezember 1945 war er kommissarischer Leiter der Hamelner Stadtverwaltung und ab 1. April 1946 hauptamtlicher Oberstadtdirektor. In diesem Amt wurde mehrfach durch das Kommunalparlament bestätigt. Im Jahr 1964 ging er in den Ruhestand und erhielt das Verdienstkreuz 1. Klasse der Bundesrepublik Deutschland.